# Alcollarín
Alcollarín ist ein Ort und eine Gemeinde (municipio) mit 266 Einwohnern (Stand: 2024) in der Provinz Cáceres in der Autonomen Region Extremadura in Spanien.

## Lage und Klima
Alcollarín liegt in einer Höhe von ca. 380 m. Die Provinzhauptstadt Cáceres liegt gut 85 km (Fahrtstrecke) westnordwestlich. 

## Bevölkerungsentwicklung
| Jahr      | 1970 | 1981 | 1991 | 2001 | 2011 | 2021 |
| Einwohner | 823  | 478  | 385  | 329  | 260  | 274  |

Der deutliche Bevölkerungsrückgang seit den 1950er Jahren ist im Wesentlichen auf die Mechanisierung der Landwirtschaft sowie die Aufgabe bäuerlicher Kleinbetriebe („Höfesterben“) und den damit einhergehenden Verlust von Arbeitsplätzen zurückzuführen.

## Sehenswürdigkeiten
- Katharinenkirche
- Palast der Familien Pizarro und Carvajal

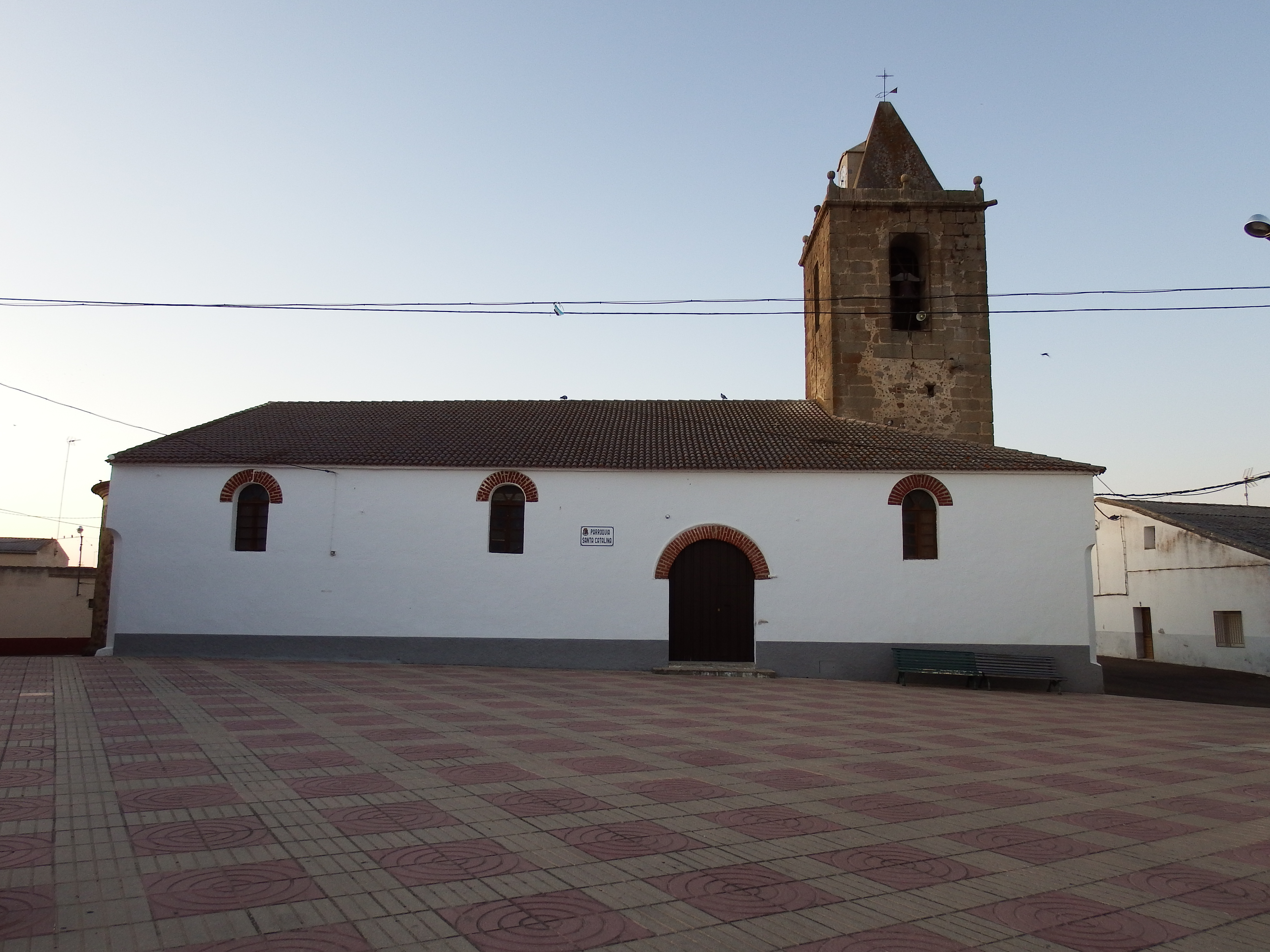
Katharinenkirche
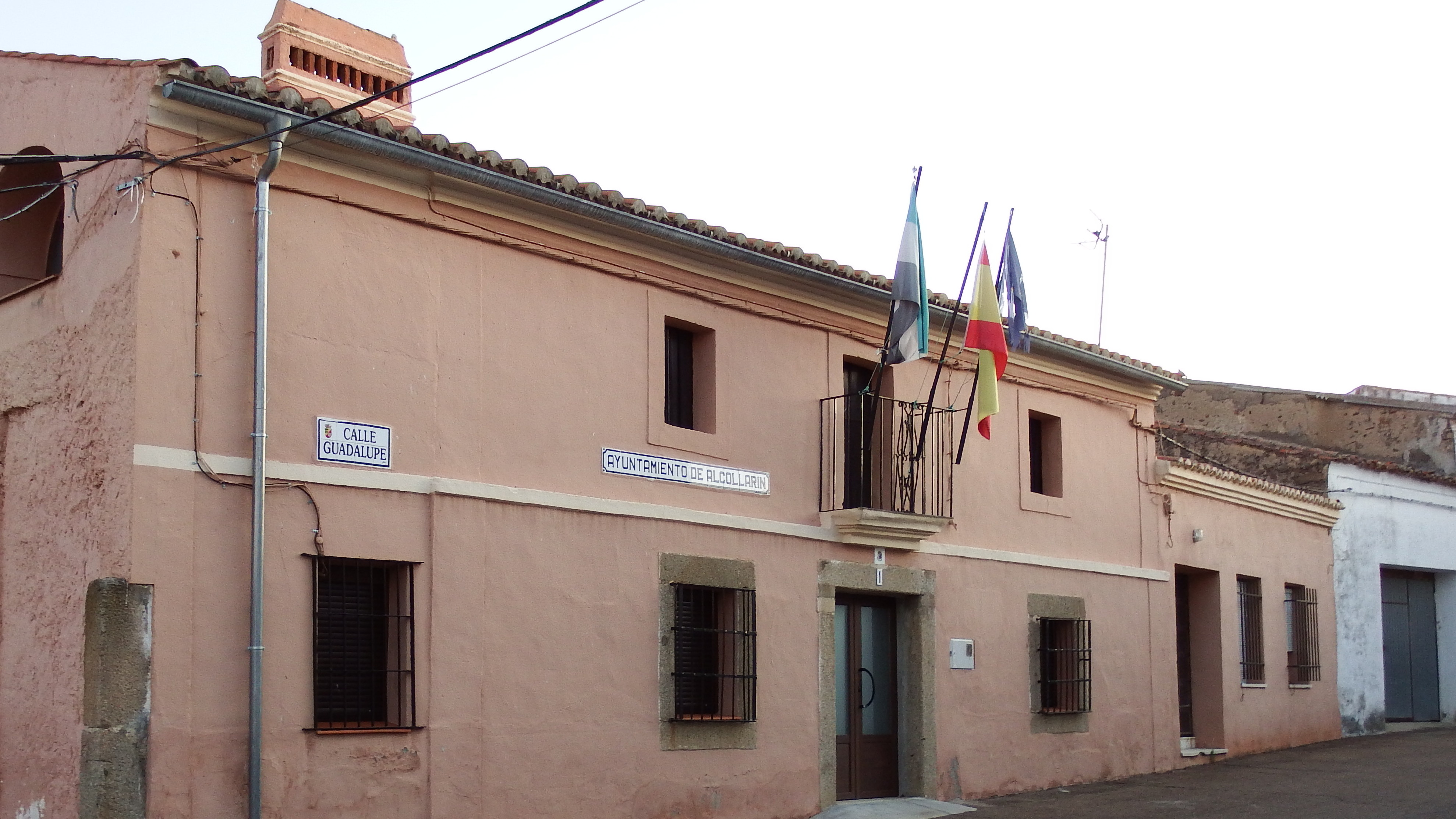
Rathaus